# CELPA
座標: 南緯30度08分 西経66度19分 / 南緯30.133度 西経66.317度

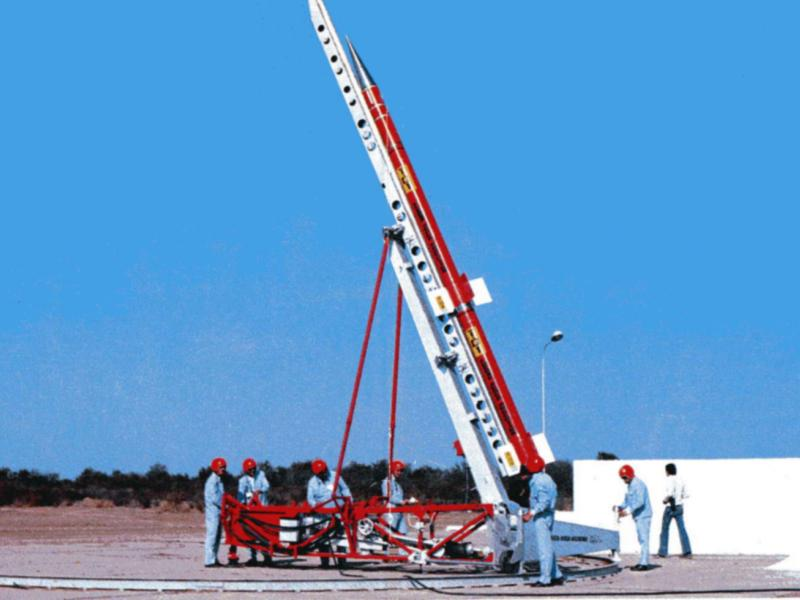

CELPA（スペイン語：Centro de Experimentación y Lanzamiento de Proyectiles Autopropulsados）はアルゼンチンのロケット発射場。CELPAは1963年から1973年に使用され、主にサントール、ジュディ・ダート、オライオン、リゲル、Boosted Dartといった種類のロケットの打ち上げに使用された。